# Катар на Паралимпийских играх
Катар на Паралимпийских играх впервые принял участие в 1996 году на летних Играх в Атланте, и с тех пор принимает участие на всех летних Играх. На зимних Играх спортсмены Катара участие пока не принимали.
На настоящее время, спортсмены Катара завоевали на всех Играх в сумме 3 медали, из них ни одной золотой.

## Медальный зачёт

### Медали летних Паралимпийских игр
| Игры                | Золото | Серебро | Бронза | Всего | Место |
| ------------------- | ------ | ------- | ------ | ----- | ----- |
| 2016 Рио-де-Жанейро | 0      | 2       | 0      | 2     | 67    |
| 2020 Токио          | 0      | 0       | 1      | 1     | 78    |
| Итого               | 0      | 2       | 1      | 3     |       |